# Merrilee & the Turnabouts

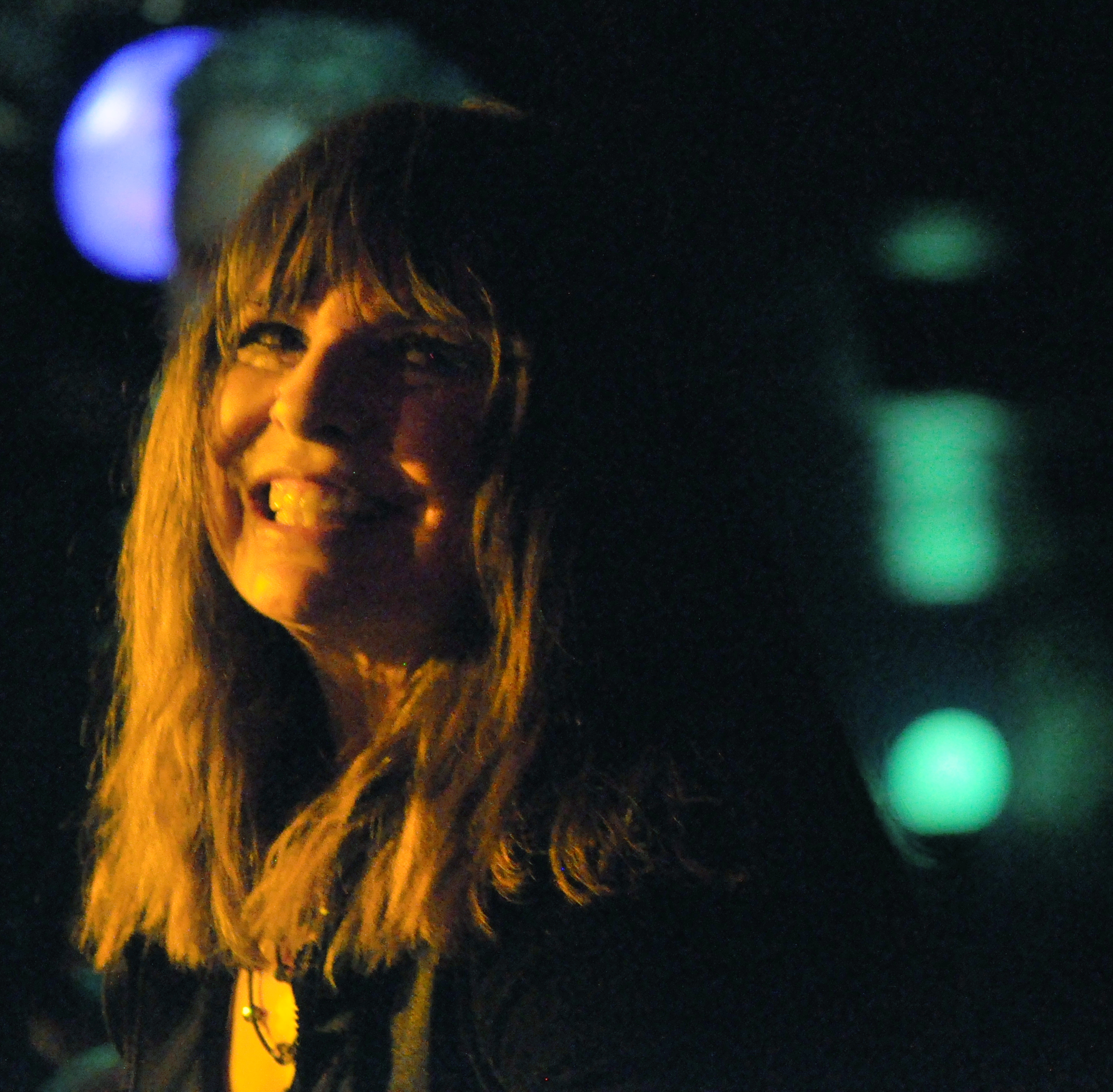
Merrilee Rush, 2013

Merrilee & the Turnabouts war eine US-amerikanische Rhythm-and-Blues- und Pop-Band.

## Geschichte
Die aus Seattle, Washington, stammende Merrilee Rush (geb. Merrilee Gunst, 26. Januar 1944) gründete 1964 die Gruppe Merrilee & the Turnabouts. 1965 ging die Gruppe mit Paul Revere & the Raiders auf Tour und erhielt dadurch einen Plattenvertrag. Im Jahr 1968 veröffentlichten sie ihre Debüt-Single Angel of the Morning und landeten sofort einen Bestseller, der in den US Charts Platz 7 erreichte und in Neuseeland sogar auf Platz 1 kam. Der Song wurde ursprünglich 1967 von Evie Sands gesungen und in den Folgejahren von vielen berühmten Interpreten gecovert, u. a. von P. P. Arnold, Nina Simone, Juice Newton, Olivia Newton-John, Bonnie Tyler, Dusty Springfield, Rita Wilson, Billie Davis, The New Seekers und The Pretenders.

## Auszeichnungen
Merrilee Rush wurde mit dem Song Angel of the Morning für die Grammy Awards in der Kategorie „Female Vocalist of the Year“ nominiert.

## Diskografie
- 1965: Party Song / It’s Alright
- 1967: Lovers Never Say Goodbye / Tell Me the Truth
- 1967: How’s the Weather on Your Street / See Me I’m Smiling
- 1968: Angel of the Morning / Reap What You Sow[4]
- 1968: That Kind of Woman / Sunshine & Roses